# Famille Del Tasso
Pour les articles homonymes, voir Tasso (homonymie).
Cette page explique l’histoire ou répertorie les différents membres de la famille Del Tasso.
La famille Del Tasso est une famille d'artiste qui a donné plusieurs graveurs sur bois, sculpteurs et graveurs florentins apparentés :

## Atelier de Marco Del Tasso il Vecchio
- Marco Del Tasso il Vecchio, le père, et ses fils qui ont travaillé ensemble au sein de l'atelier familial :
  - Giovanni Battista del Tasso (1500 – 1555), le plus représentatif
  - Filippo del Tasso
  - Domenico del Tasso  (1440-1508)
  - Marco del Tasso il Giovane
  - Francesco del Tasso  (1463-1519)

## Membres ascendants
- Cervagio del Tasso (San Gervasio ou Florence, 1450 – Florence, ?).
- Chimienti del Tasso il Vecchio (San Gervasio di Florence, 1430 – Florence, 1516).
- Chimienti del Tasso il Giovane (Florence, ? – Florence, 1525).
- Clemente del Tasso.
- Domenico del Tasso il Vecchio (San Gervasio ou Florence, 1440 – Florence, 1508).
- Domenico del Tasso il Giovane (XVIe siècle).
- Giuliano del Tasso (Florence, ? – Florence, 1530).
- Leonardo del Tasso (Florence, 1466 – Florence, ~1500).
- Marco del Tasso il Vecchio (Florence, 1465 - ?).
- Marco del Tasso il Giovane (XVIe siècle).
- Michele del Tasso (Florence, 1473 – Florence, 1527).
- Zenobi del Tasso (Florence, 1469 – Florence, 1511).